# إسرية
إسرية أو إسريا أو أسرية (بالإنجليزية: Esserye أو Asrieh) قرية سورية تتبع ناحية السعن في منطقة سلمية في محافظة حماة في سوريا وتبعد عن مدينة حماة حوالي 100 كم، تقع على الطريق الرئيسي بين محافظة حماة ومحافظة الرقة. وبنيت بجانب مدينة أسرية التاريخية، بلغ عدد سكانها 2118 نسمة في 2004.

## إسرية التاريخية
إسرية مدينة قديمة بنيت في العصر الروماني وكان يطلق عليها سيريان Syrian أو سيريانا Siriana تهدم غالبية أبينة المدينة ولم يبقى منها إلا حجرة التمثال وهي جزء من المعبد ويطلق عليه حالياً قصر إسرية. وقامت بعثة من معهد الآثار الألماني بدمشق بالتنقيب في منطقة المعبد من 1991م حتى 1994م. وتعود قطع الفخار المتناثرة في المنطقة إلى القرنين الرابع والسادس الميلاديين وأما قطع الخزف التي تم العثور عليها في منطقة الحصن بالقرب من مركز المدينة فتعود إلى القرن الأول قبل الميلاد.
وفي عام 1993 م تم اكتشاف تمثال أبولو أو أبولون شمال حجرة التمثال والذي يبلغ ارتفاعه 151 سم ويعود إلى القرن الثالث / الرابع الميلادي، وهو يمثل النسب المثالية للجسم الإنساني، وهو معروض في المتحف الوطني السوري.

## قصر إسرية
هو عبارة عن معبد روماني قديم، درج على تسميته قصر إسرية نسبة إلى المنطقة التي شيّد بها، ويبعد حوالي 300 كلم عن دمشق. يتألف هذا المعبد من ثلاثة طوابق، سقف الطابق الأول منها بالحجارة الطويلة الكلسية تحملها قوسان بالوسط، أما الطابق الثاني فسقفه من الأخشاب التي تستند على بروز للجسور الخشبية من تحتها وكوى محدثة في الجدران على المحيط، وفي هذا الطابق على طرفي المدخل من الداخل يوجد برجان للحراسة، يحوي الشمالي منهما على درج لولبي يؤدي إلى أعلى البناء، يتألف من 40 درجة، بينما الطابق الثالث مسقوفاً بشكل سنامي بالأخشاب المغطاة بالقرميد.
للمعبد مدخلان: أحدهما صغير يقع في الجهة الجنوبية، والآخر وهو الرئيسي في الجهة الشرقية للهيكل، يتميز بنقوش وزخارف متنوعة تتوزع في مساحات كبيرة شكل أشرطة. تمثل ورق الخرشوف (الأرضي شوكي) وسلاسل «حبيبات صغيرة وعروق نباتية منحنية ودوائر ومسننات دقيقة. ويبرز على جانبي المدخل من أعلاه للأمام «كونسولان» بطول 40 سم عليهما امرأتان كانتا معبودتين في ذلك العصر، وهي آلهة الحب والجمال والأخرى آلهة الخصب والنمو، أما ظاهر البناء في واجهاته الثلاث، فقد انتصبت فيها العضادات المربعة من أصل البناء، كما علتها تيجانها الكورنثية المزخرفة، وفي كل من الوجهتين الجنوبية والشمالية شرفتا دفاع، وفي الوجهة الغربية شرفة واحدة، وهناك محراب كبير غير عميق للداخل في أصل الجدار الشمالي كان موضع تمثال كبير يقام فيه، وبعد دخول الإسلام كانت القاعات تستخدم للنشاطات الإسلامية في البناء.

## وصلات خارجية
- أسريا(سريانا)
- قصر إسريه الأثري في البادية السورية ينتظر أعمال ترميم جديدة وفتحه أمام السياح والزوار[وصلة مكسورة]